# Eunice (ópera)
Eunice es una ópera con libreto y música de Luis Humberto Salgado

## Estilo

### Música
En 1928 Luis Humberto Salgado se graduó de pianista y en 1934 fue nombrado profesor de dictado y armonía del Conservatorio Nacional. En el ámbito lírico se inicia con la composición de la opereta "Ensueños de Amor" en 1932, una creación de orden tonal claramente influenciada por las operetas francesas y vienesas. Sus cuatro ópera corresponden a un período posterior que se inicia en 1949 con "Cumandá", basada en la novela de Juan León Mera. Su acercamiento al dodecafonismo, consolidado en su conocido Sanjuanito futurista de 1944, tiene repercusiones en toda su creación posterior en la que se configura un estilo ecléctico politonal y polimodal que se expone y desarrolla en todas sus obras, especialmente en aquellas de gran formato como sus nueve sinfonías, algunas de ellas ya estrenadas, y sus cuatro óperas, tres de ellas inéditas hasta la fecha.

## Datos históricos
La ópera Eunice de Luis Humberto Salgado fue compuesta entre 1956-1962. La partitura piano-voz fue iniciada el 24 de noviembre de 1956 y la partitura orquesta-voz culminada el 6 de septiembre de 1962. Es la segunda de sus cuatro óperas y la primera obra de un grupo de tres óperas que Luis Humberto Salgado concibió como un conjunto, al que el investigador Javier Andrade Córdova ha denominado Trilogía épica cristiana. Las otras dos óperas que completan este grupo: El Centurión y El Tribuno, no han sido estrenadas aún. La acción de la ópera tiene lugar en el año 64 de nuestra era, durante el período del emperador Nerón. El libreto es del propio compositor y utiliza como fuentes al Quo Vadis de Henryk Sienkiewicz, así como a los escritos de Tácito y Suetonio. Su estreno fue ejecutado por la Orquesta Sinfónica de Cuenca, Ecuador, el 11 de julio de 2018 en una Puesta en Escena de Javier Andrade Córdova, con base en las partituras autógrafas manuscritas que reposan en el Archivo Histórico del Ministerio de Cultura y Patrimonio del Ecuador, con la dirección musical de Michael Meissner y la dirección de coros de María Eugenia Arias.

## Literatura complementaria
- Diccionario de la música española e hispanoamericana (DMEH). Editado por la Sociedad General de Autores y Editores (SGAE) y el  Instituto Nacional de las Artes Escénicas y de la Música (INAEM) del Ministerio de Educación, Cultura y Deporte de España.

## Enlaces
- http://www.javierandradecordova.com/eunice
- https://web.archive.org/web/20090223174434/http://ecuador-news.info/cultura_musica.htm
- https://web.archive.org/web/20070308223129/http://www.comunidadandina.org/bda/hh44/20AIRES%20NACIONALES%20EN%20LA%20M%C3%9ASICA.pdf
- http://janeth_haro.tripod.com/lamusica.htm
- http://phonoarchive.org/grove/Entries/S08534.htm (enlace roto disponible en Internet Archive; véase el historial, la primera versión y la última).
- http://www.jstor.org/pss/780464
- https://www.javierandradecordova.com/salgado-rasgo-lirico

- Datos: Q5850853